# Piesau
Piesau es una localidad del municipio de Neuhaus am Rennweg, en el distrito de Sonneberg, en el estado federado de Turingia (Alemania), a una altitud de 640 metros. Su población a finales de 2016 era de unos 700 habitantes.
Se encuentra ubicado al sur de la ciudad de Weimar, y a poca distancia al norte de la frontera con el estado de Baviera. El pueblo fue fundado en 1621, cuando Juan Felipe de Sajonia-Altenburgo autorizó la construcción de una fábrica de vidrio aquí. Fue municipio hasta 2019, cuando se integró en el territorio de la ciudad de Neuhaus am Rennweg. Antes de la reforma de 2019, pertenecía al distrito de Saalfeld-Rudolstadt.